# Nunraw Old Abbey

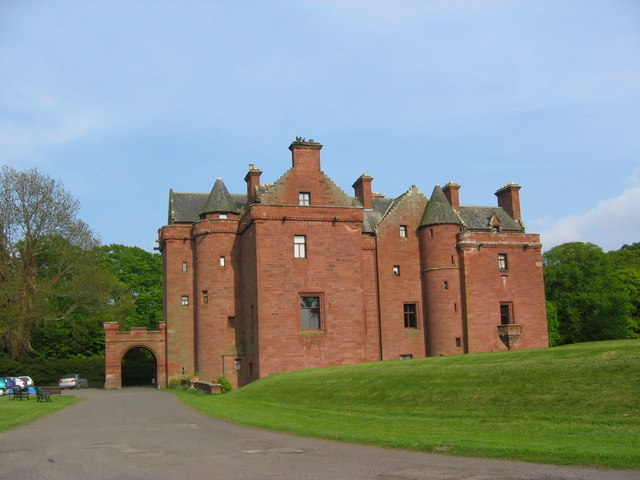
Nunraw Old Abbey

Nunraw Old Abbey, auch Nunraw House, ist ein Herrenhaus nahe der schottischen Ortschaft Garvald in der Council Area East Lothian. 1971 wurde das Gebäude in die schottischen Denkmallisten in der höchsten Kategorie A aufgenommen. Des Weiteren ist der zugehörige Taubenturm eigenständig ebenfalls als Kategorie-A-Bauwerk klassifiziert.

## Geschichte
Am Standort befand sich zuvor ein Zisterzienserinnenkloster. Nunraw House entstand in der ersten Hälfte des 16. Jahrhunderts als Tower House zur Verteidigung gegen englische Truppen. Von den Hepburns gelangte die Festung in die Hände des Clan Hays, bevor der Glasgower Kaufmann Walter Wingate Gray Nunraw House in der zweiten Hälfte des 19. Jahrhunderts erwarb. Das Tower House wurde zu einem Herrenhaus ausgebaut. Für die Arbeiten in den 1860er Jahren zeichnete das schottische Architekturbüro Brown & Wardrop verantwortlich. Möglicherweise wurde die Umgestaltung in den 1880er Jahren durch die Architekten Robert Thornton Shiells und James M. Thomson betreut. Ab 1946 nutzten Zisterziensermönche das Herrenhaus, bis ihr neues, südwestlich gelegenes Kloster fertiggestellt war.

## Beschreibung
Nunraw Old Abbey liegt isoliert rund 700 m östlich der Ortschaft Garvald am Bach Thorter Burn. In seiner Gestaltung ähnelt es Huntingtower Castle in Perth and Kinross sowie Affleck Castle in Angus. Das ursprüngliche Tower House wies einen Z-förmigen Grundriss auf. Die rote Sandsteinfestung ist mit umlaufendem, auskragendem Wehrgang gearbeitet. Der Eingangsbereich an der Nordseite mit seiner gedrungenen Porte-cochère stammt aus den 1880er Jahren. Im Unterschied zum Hauptgebäude besteht das Mauerwerk des angrenzenden Bedienstetenflügels aus Bruchstein. Oberhalb des Torwegs zum Innenhof thront ein oktogonaler Dachreiter. Die Dächer von Nunraw Old Abbey sind mit Schiefer eingedeckt; die Giebel teils als Staffelgiebel gearbeitet.

## Taubenturm

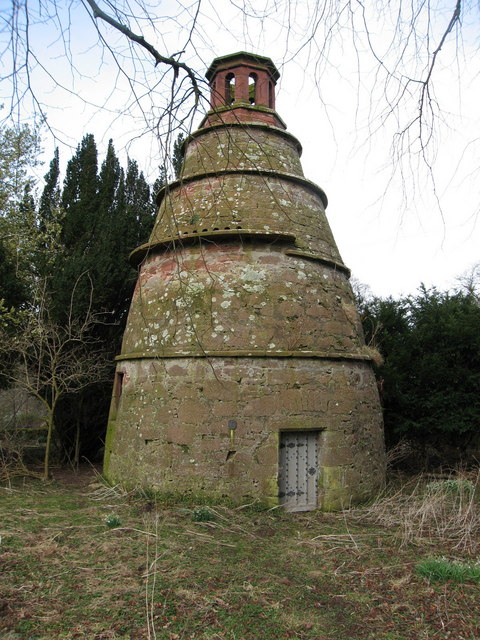
Taubenturm von Nunraw Old Abbey

Der Taubenturm wurde im späten 16. Jahrhundert errichtet. Er liegt rund 100 m nördlich von Nunraw Old Abbey. Es handelt sich um einen 6,7 m hohen Rundturm im Stile einer Bienenkorbhütte. Das Mauerwerk ist 1,10 m mächtig. Es laufen vier schlichte Kranzgesimse um. Oberhalb des zweiten sind 24 Einfluglöcher eingelassen. Die Kuppel ist eingestürzt und wurde durch eine oktogonale Laterne ersetzt. Im Inneren befanden sich 450 Nistkästen. In neuerer Zeit wurde der Turm jedoch als Lagerraum genutzt. 2008 wurde der Taubenturm in das Register gefährdeter denkmalgeschützter Bauwerke in Schottland aufgenommen. Sein Zustand wird als moderat bei geringer Gefährdung beschrieben.